# Standespolitik
Standespolitik bezeichnet die Interessenvertretung für einen bestimmten Berufsstand, in der Regel der Ärzte, Zahnärzte oder sonstiger Heilberufe.

## Definition
Es existiert keine Legaldefinition für den Begriff der Standespolitik. Hierunter kann grundsätzlich die Summe aller Maßnahmen verstanden werden, die die Qualität der Arbeitsbedingungen gewährleisten. Diese Definition beinhaltet sowohl Lobbyarbeit, z. B. für eine als günstig empfundene Gesundheitspolitik als auch die Auseinandersetzung innerhalb des Berufsstandes zur Entwicklung standesrechtlicher Regelungen. Wesentliches Mittel der Standespolitik ist die Öffentlichkeitsarbeit.

## Organisationen
Üblicherweise wird die Standespolitik in berufsständischen Vereinigungen organisiert. Hierzu gehören die Ärztekammern, die Zahnärztekammern, die Kassenärztlichen Vereinigungen bzw. Kassenzahnärztlichen Vereinigungen, die in Deutschland als Körperschaften des öffentlichen Rechts öffentlich-rechtliche Aufgaben in Form einer Selbstverwaltung ausüben, sowie Vereine und Fachverbände.